# Caiac canoe la Jocurile Olimpice de vară din 2024 - C-1 1000 m masculin
Proba masculină de canoe C-1 1000 de metri de la Jocurile Olimpice de vară din 2024 a avut loc în perioada 7-9 august 2024 pe Stadionul Nautic Olimpic Național din Île-de-France, aflat la aproximativ 30 de kilometri de Paris.

## Program
Orele sunt ora Franței (UTC+1) 
| Data                    | Timp        | Etapă                    |
| ----------------------- | ----------- | ------------------------ |
| Miercuri, 7 august 2024 | 11:40 14:40 | Serii Sferturi de finală |
| Vineri, 9 august 2024   | 11:30 13:40 | Semifinale Finale        |

## Rezultate

### Serii

#### Seria 1
| Loc | Culoar | Canotor           | Țară    | Timp    | Note |
| --- | ------ | ----------------- | ------- | ------- | ---- |
| 1   | 5      | Wiktor Głazunow   | Polonia | 3:48.40 | SF   |
| 2   | 6      | Zakhar Petrov     | AIN     | 3:49.86 | SF   |
| 3   | 4      | José Ramón Pelier | Cuba    | 3:52.17 | CSF  |
| 4   | 3      | Nicolae Craciun   | Italia  | 3:53.90 | CSF  |
| 5   | 7      | Ji Bowen          | China   | 4:02.85 | CSF  |

#### Seria 2
| Loc | Culoar | Canotor          | Țară     | Timp    | Note |
| --- | ------ | ---------------- | -------- | ------- | ---- |
| 1   | 5      | Martin Fuksa     | Cehia    | 3:50.39 | SF   |
| 2   | 4      | Isaquias Queiroz | Brazilia | 3:53.94 | SF   |
| 3   | 3      | Fernando Jorge   | EOR      | 3:54.90 | CSF  |
| 4   | 7      | Dániel Fejes     | Ungaria  | 3:56.00 | CSF  |
| 5   | 6      | Pablo Crespo     | Spania   | 4:05.05 | CSF  |

#### Seria 3
| Loc | Culoar | Canotor           | Țară      | Timp    | Note   |
| --- | ------ | ----------------- | --------- | ------- | ------ |
| 1   | 4      | Cătălin Chirilă   | România   | 3:44.75 | SF, OB |
| 2   | 5      | Adrien Bart       | Franța    | 3:46.93 | SF     |
| 3   | 7      | Carlo Tacchini    | Italia    | 3:59.59 | CSF    |
| 4   | 3      | Sergey Yemelyanov | Kazahstan | 4:05.31 | CSF    |
| 5   | 6      | Pavlo Altukhov    | Ucraina   | 4:11.32 | CSF    |

#### Seria 4
| Loc | Culoar | Canotor             | Țară              | Timp    | Note |
| --- | ------ | ------------------- | ----------------- | ------- | ---- |
| 1   | 4      | Serghei Tarnovschi  | Republica Moldova | 3:49.27 | SF   |
| 2   | 5      | Connor Fitzpatrick  | Canada            | 3:50.79 | SF   |
| 3   | 7      | Mateus Nunes Bastos | Brazilia          | 3:52.60 | CSF  |
| 4   | 3      | Lai Kuan-chieh      | Taipeiul Chinez   | 4:01.26 | CSF  |
| 5   | 6      | Ghailene Khattali   | Tunisia           | 4:23.05 | CSF  |

#### Seria 5
| Loc | Culoar | Canotor              | Țară     | Timp    | Note |
| --- | ------ | -------------------- | -------- | ------- | ---- |
| 1   | 5      | Sebastian Brendel    | Germania | 3:45.48 | SF   |
| 2   | 7      | Liu Hao              | China    | 3:45.85 | SF   |
| 3   | 4      | Balázs Adolf         | Ungaria  | 3:48.21 | CSF  |
| 4   | 6      | Mohammad Nabi Rezaei | Iran     | 4:10.36 | CSF  |
| 5   | 3      | Benilson Sanda       | Angola   | 4:11.40 | CSF  |

### Sferturi de finală

#### Sfert de finală 1
| Loc | Culoar | Canotor              | Țară     | Timp    | Note |
| --- | ------ | -------------------- | -------- | ------- | ---- |
| 1   | 6      | Dániel Fejes         | Ungaria  | 3:47,88 | SF   |
| 2   | 5      | José Ramón Pelier    | Cuba     | 3:49,41 | SF   |
| 3   | 7      | Pavlo Altukhov       | Ucraina  | 3:51,58 |      |
| 4   | 3      | Mohammad Nabi Rezaei | Iran     | 3:52,41 |      |
| 5   | 4      | Mateus Nunes Bastos  | Brazilia | 4:08,50 |      |

#### Sfert de finală 2
| Loc | Culoar | Canotor         | Țară            | Timp    | Note |
| --- | ------ | --------------- | --------------- | ------- | ---- |
| 1   | 5      | Carlo Tacchini  | Italia          | 3:49,15 | SF   |
| 2   | 3      | Pablo Crespo    | Spania          | 3:50,24 | SF   |
| 3   | 4      | Nicolae Craciun | Italia          | 3:53,13 |      |
| 4   | 6      | Lai Kuan-chieh  | Taipeiul Chinez | 3:58,79 |      |
| 5   | 7      | Benilson Sanda  | Angola          | 4:12,73 |      |

#### Sfert de finală 3
| Loc | Culoar | Canotor           | Țară      | Timp    | Note |
| --- | ------ | ----------------- | --------- | ------- | ---- |
| 1   | 5      | Balázs Adolf      | Ungaria   | 3:53,65 | SF   |
| 2   | 3      | Ji Bowen          | China     | 3:56,36 | SF   |
| 3   | 6      | Sergey Yemelyanov | Kazahstan | 3:59,68 |      |
| 4   | 4      | Fernando Jorge    | EOR       | 4:06,63 |      |
| 5   | 7      | Ghailene Khattali | Tunisia   | 4:28,44 |      |

### Semifinale

#### Semifinala 1
| Loc | Culoar | Canotor            | Țară     | Timp    | Note |
| --- | ------ | ------------------ | -------- | ------- | ---- |
| 1   | 3      | Sebastian Brendel  | Germania | 3:44,78 | FA   |
| 2   | 6      | Isaquias Queiroz   | Brazilia | 3:44,80 | FA   |
| 3   | 5      | Wiktor Głazunow    | Polonia  | 3:45,30 | FA   |
| 4   | 7      | Carlo Tacchini     | Italia   | 3:45,42 | FA   |
| 5   | 4      | Cătălin Chirilă    | România  | 3:45,78 | FB   |
| 6   | 1      | José Ramón Pelier  | Cuba     | 3:46,37 | FB   |
| 7   | 8      | Ji Bowen           | China    | 3:46,48 | FB   |
| 8   | 2      | Connor Fitzpatrick | Canada   | 3:56,31 | FB   |

#### Semifinala 2
| Loc | Culoar | Canotor            | Țară              | Timp    | Note |
| --- | ------ | ------------------ | ----------------- | ------- | ---- |
| 1   | 4      | Martin Fuksa       | Cehia             | 3:44,69 | FA   |
| 2   | 5      | Serghei Tarnovschi | Republica Moldova | 3:45,33 | FA   |
| 3   | 3      | Zakhar Petrov      | AIN               | 3:45,99 | FA   |
| 4   | 8      | Balázs Adolf       | Ungaria           | 3:46,61 | FA   |
| 5   | 7      | Dániel Fejes       | Ungaria           | 3:47,83 | FB   |
| 6   | 6      | Adrien Bart        | Franța            | 3:49,56 | FB   |
| 7   | 2      | Liu Hao            | China             | 4:01,95 | FB   |
| 8   | 1      | Pablo Crespo       | Spania            | 4:03,04 | FB   |

### Finale

#### Finala B
| Loc | Culoar | Canotor            | Țară    | Timp    | Note |
| --- | ------ | ------------------ | ------- | ------- | ---- |
| 9   | 5      | Cătălin Chirilă    | România | 3:47,48 |      |
| 10  | 3      | José Ramón Pelier  | Cuba    | 3:48,58 |      |
| 11  | 4      | Dániel Fejes       | Ungaria | 3:50,22 |      |
| 12  | 8      | Pablo Crespo       | Spania  | 3:50,54 |      |
| 13  | 2      | Liu Hao            | China   | 3:52,25 |      |
| 14  | 1      | Connor Fitzpatrick | Canada  | 3:52,46 |      |
| 15  | 7      | Ji Bowen           | China   | 3:58,13 |      |
| 16  | 6      | Adrien Bart        | Franța  | 3:59,82 |      |

#### Finala A
| Loc | Culoar | Canotor            | Țară              | Timp    | Note |
| --- | ------ | ------------------ | ----------------- | ------- | ---- |
| 1   | 4      | Martin Fuksa       | Cehia             | 3:43,16 |      |
| 2   | 3      | Isaquias Queiroz   | Brazilia          | 3:44,33 |      |
| 3   | 6      | Serghei Tarnovschi | Republica Moldova | 3:44,68 |      |
| 4   | 2      | Zakhar Petrov      | AIN               | 3:45,28 |      |
| 5   | 1      | Carlo Tacchini     | Italia            | 3:48,97 |      |
| 6   | 7      | Wiktor Głazunow    | Polonia           | 3:49,05 |      |
| 7   | 8      | Balázs Adolf       | Ungaria           | 3:49,83 |      |
| 8   | 5      | Sebastian Brendel  | Germania          | 3:51,44 |      |